# Селилово (Бологовський район)
Селилово (рос. Селилово) — присілок в Бологовському районі Тверської області Російської Федерації.
Населення становить 84 особи. Входить до складу муніципального утворення Кафтинське сільське поселення.

## Історія
Від 2005 року входить до складу муніципального утворення Кафтинське сільське поселення.

## Населення
| 2010 |
| ---- |
| 84   |